# James Hervey
Pour les articles homonymes, voir Hervey.
James Hervey (26 février 1714 – 25 décembre 1758 ) est un écrivain anglais né à Hardingstone près de Northampton. Il fut prêtre sous l'influence du révérend Wesley et des méthodistes d'Oxford.

## Œuvres
Outre des Sermons et des Lettres, on lui doit :
- 1746 : Méditations et Contemplations au milieu des tombeaux
- 1747 : Contemplations sur la nuit et les cieux étoilés
- 1753 : Lettre à une dame de qualité sur l'Histoire de l'Ancien Testament
- 1753 : Remarques sur les Lettres de Blingbroke
- 1755 : Théron et Aspasio ou Suite de dialogues et de lettres sur les sujets les plus importants, 3 vol
- Une édition de ses Œuvres Complètes est publiée en 1782 sous le titre The beauties of Hervey.